# 侯学渊
侯学渊（1932年12月15日—2018年10月5日），男，上海人，中国岩土工程专家，曾任同济大学教授、博士生导师。